# Ulopeza macilentalis
Ulopeza macilentalis là một loài bướm đêm trong họ Crambidae.